# Dealer (beurs)
Binnen de wereld van de financiële handel is de dealer een van de twee rollen die een member van de Nederlandse beurs, Euronext, kan vervullen. De andere mogelijke rol is de broker.
Dealer is een Engelse term, maar een dekkende Nederlandse vertaling ervan is er niet. De term beurshandelaar geldt voor beide rollen, dealer zowel als broker, en maakt het onderscheid niet.
Een dealer is een member van de beurs die uitsluitend voor eigen rekening en risico mag handelen. Dat wil zeggen, dat een dealer niet in opdracht van derden werkt, maar zelf door aan- en verkoop van effecten winst probeert te behalen.
Een bijzondere functie die door dealers vervuld wordt, is de Liquidity Provider (liquiditeitsverschaffer). De Liquidity Provider heeft een aantal fondsen waarvoor hij verplicht is bied- en laat-koersen op te geven. Het gaat dan met name om fondsen waar weinig in gehandeld wordt; de dealer zorgt ervoor dat er altijd een prijs op een aandeel staat, dat er altijd gehandeld kan worden. Was deze functie er niet, dan zou er vrijwel geen handel in de desbetreffende fondsen zijn.

Voor de grote fondsen op de beurs is deze functie overbodig, daar is voldoende handel in. Liquiditeit komt daar vanzelf tot stand.
Er zijn wel beursmembers die beide rollen mogen vervullen, de broker-dealer members. Deze bedrijven moeten wel aan strenge eisen voldoen voor wat betreft de interne scheiding van de twee rollen, handelen voor klanten en handelen voor eigen rekening mogen nooit vermengd worden. Deze interne scheiding werkt via Chinese Walls; afdelingen die zich binnen een bedrijf hiermee bezighouden, moeten strikt gescheiden blijven. Anders zou een member bijvoorbeeld zijn klanten kunnen adviseren om te verkopen, zodat hij vervolgens zelf goedkoop kan aankopen of vice versa.